# Sciades ceylanicus
Sciades ceylanicus là một loài bọ cánh cứng trong họ Cerambycidae.